# Fritz Ahlnander
John Fritz Ahlnander, född 3 juni 1894 i Själevad, Ångermanlands län, död 9 februari 1987 i Kiruna, var en svensk gruvarbetare och målare.
Han var son till sågverksarbetaren Ansgarius Ahlnander och Karin Hörlin. Ahlnander var som konstnär autodidakt. Separat ställde han bland annat ut i Boden, Malmberget, Örnsköldsvik, Tranås och Kiruna. Han var representerad i utställningen Nordångermanländska konstnärer som visades i Örnsköldsvik 1942 och i samlingsutställningar på Norrbottens museum i Luleå. Hans konst består av landskapsskildringar från Norrland.   